# Nizjnekamsk
Nizjnekamsk (Russisch: Нижнекамск, Nizjnekamsk; Tataars: Түбән Кама of Tübän Kama) is een stad in de autonome republiek Tatarije, Rusland.
De stad is opgericht in 1961 als een Nederzetting met een stedelijk karakter, wat in verbinding staat met het gebouw van het industriële complex Nizjnekamskneftechim. Nizjnekamsk kreeg de status van stad in 1966 en bleef ook daarna een belangrijk centrum van de industrie.
IJshockeyclub Neftekhimik Nizjnekamsk speelt in de Kontinental Hockey League.

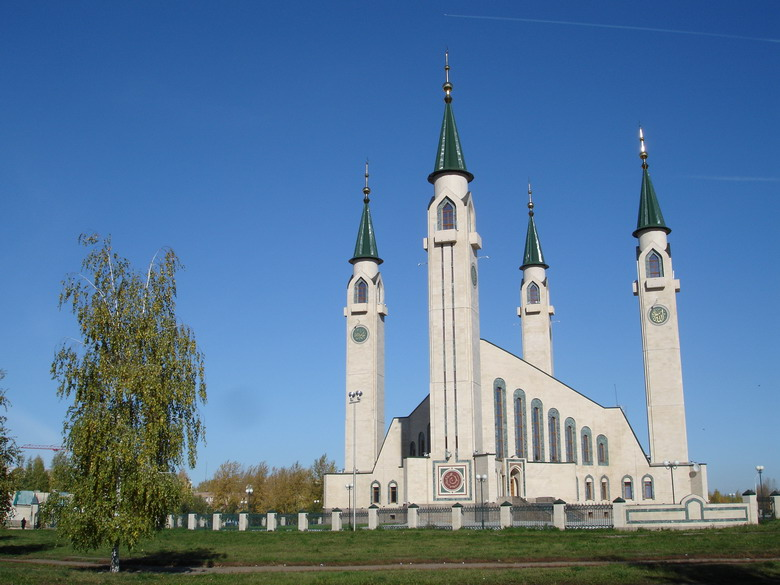
Hoofdmoskee van Nizjnekamsk

Bestuurlijk centrum: Kazan

Agryz · Almetjevsk · Aznakajevo · Bavly · Boegoelma · Boeinsk · Bolgar · Jelaboega · Laisjevo · Leninogorsk · Mamadysj · Mendelejevsk · Menzelinsk · Naberezjnye Tsjelny · Nizjnekamsk · Noerlat · Tetjoesji · Tsjistopol · Zainsk · Zelenodolsk